# فرمو کاملینی
فرمو کاملینی (فرانسوی: Fermo Camellini‎; ۷ دسامبر ۱۹۱۴ – ۲۷ اوت ۲۰۱۰) دوچرخه‌سوار اهل فرانسه بود.